# Adolfo Fernández Díaz
Adolfo Fernández Díaz (Santa Coloma de Gramenet, 19 de maio de 1993), mais conhecido como Adolfito, é um jogador de futsal espanhol. Atualmente, joga pelo Barcelona e pela Seleção Espanhola de Futsal na posição de pivô, tendo sido escolhido pela Futsal Planet o segundo melhor jogador do mundo em 2019.